# 季節が変わる日
『西武スペシャル 季節が変わる日』（せいぶスペシャル きせつがかわるひ）は、1982年11月4日に日本テレビ系列で放送された日本テレビ製作の単発テレビドラマである。西武流通グループ（西武百貨店、西友、西武クレジット）の単独提供「西武スペシャル」として放送。
放送時間は木曜 21:02 - 22:54 （日本標準時）。当時、この時間帯には読売テレビ製作のテレビドラマ枠『木曜ゴールデンドラマ』が編成されていたが、同枠の作品としては放送されなかった。
本作の放送に先駆け、同年10月に大和書房から脚本担当の山田太一による同名小説『季節が変わる日』が発売された。

## キャスト
- 国吉行子 - 八千草薫
- 国吉祐一 - 早川勝也
- 川島忠雄 - 岡田眞澄
- 川島洋子 - キャラロライン・マクニエール
- 鳴海塾長 - 小池朝雄
- 大田隆蔵 - ハナ肇
- 桑山正一
- 辻萬長
- 石井富子
- 絵沢萠子、前沢迪雄、宮内順子、木村翠、南一恵、小沢悦子、島田芳子、松田真知子、中村由起子、峰田智代、鈴木陽、綾城明、沢田祥二、恩田恵美子、八幡いずみ、田屋雅幸、塩田隆博、菊池慎一、西野直樹、大川内靖、奥村耕一、仙名るみ、西川昌美、倉科千秋、中井美奈

## スタッフ
- 脚本：山田太一
- プロデューサー：清水欣也、工藤英博
- 演出：久野浩平
- 演出補：大野秀樹
- TK：仲井栄子
- 制作補：小畠昌博
- 音楽：福井峻
- 効果：山本登見夫
- イメージソング：井上陽水「とまどうペリカン」（作詞・作曲：井上陽水 / フォーライフ・レコード）
- 技術：石垣力
- 照明：大塚基夫
- 映像：松岡良治
- 音声：渡辺敏博
- VE：船山道夫
- VTR：山川啓一
- 編集：佐藤正弘
- 美術制作：矢郷進
- アートディレクター：橋本潔
- 衣裳：恩田泰治
- メイク：沢辺満代
- 制作：日本テレビ

## 関連文献
- 山田太一『季節が変わる日』大和書房、1982年10月25日。